# Fundación Prudenci Bertrana
La Fundación Prudenci Bertrana, que lleva el nombre del escritor Prudenci Bertrana, es el organismo encargado de convocar y otorgar los Premios Literarios de Gerona. El patronato de la Fundación está integrado por representantes de varios organismos con sede en Gerona (Ayuntamiento de Gerona, Diputación de Gerona, Òmnium Cultural, Generalidad de Cataluña). Tiene una comisión ejecutiva y un gerente que coordina la organización de los premios.
La Fundación fue constituida en 1990 y fue inscrita en el registro del Departamento de Justicia el 27 de julio de 1993. Entre sus fundadores se encontraban Lluís Bachs Mach, Miquel Vidal Arquer, Joan Vidal Gayolà, Joaquim Genover Vila, Joan Saqués Roca, Enric Gilabert Pares, Ricard Masó Llunes, Francesc Ferrer i Gironés y, por Òmnium Cultural, Joan Miró Per. Su objetivo es: "La convocatoria y organización de premios literarios o culturales, especialmente el premio Prudenci Bertrana, además de todo tipo de actividades de tipo cultural de interés general, relacionadas con la cultura catalana a desarrollar fundamentalmente en tierras gerundenses".
Sus antecedentes se encuentran en la primera convocatoria del premio Prudenci Bertrana, en 1967, por parte del Círculo Artístico de Gerona, del cual dependía la comisión organizadora, a la cual se integró la Delegación del Gironés de Òmnium Cultural a partir de 1979; el 1983 se redactaron los primeros estatutos de la Comisión organizadora de los Premios Literarios de Gerona, concebida como ente autónomo de Òmnium Cultural y otros patrocinadores y presidida por Antoni Puigverd.
Desde mayo de 2021 está presidida por Mariàngela Vilallonga.